# Надійне (Пологівський район)
Наді́йне —  село в Україні, у Розівській селищній громаді Пологівського району Запорізької області. Населення становить 12 осіб. До 2018 орган місцевого самоврядування - Новозлатопільська сільська рада.
Село тимчасово окуповане російськими військами 24 лютого 2022 року в ході російсько-української війни.

## Географія
Село Надійне знаходиться на відстані 3 км від села Зеленопіль.

## Історія
12 червня 2020 року, відповідно до розпорядження Кабінету Міністрів України № 713-р «Про визначення адміністративних центрів та затвердження територій територіальних громад Запорізької області», увійшло до складу Розівської селищної громади.
19 липня 2020 року, в результаті адміністративно-територіальної реформи та ліквідації  Розівського району увійшло до складу Пологівського району.